# Leonyid Zaharovics Trauberg
Leonyid Zaharovics Trauberg (oroszul: Леонид Захарович Трауберг; Ogyessza, 1902. január 17. – Moszkva, 1990. november 14.) orosz szovjet filmrendező, forgatókönyvíró.
Leánya, Natalja Leonyidovna Trauberg (1928–2009) műfordító.

## Életpályája
Ogyesszai zsidó család legidősebb fiaként született. Apjának, Zahar Davidovics Traubergnek kiadója volt, (később Leningrádban nyomdában dolgozott). Két öccse közül Viktor Trauberg (1904–1974) orvos, legfiatalabb testvére, Ilja Trauberg (1905–1948) szintén filmrendező lett.
Leonyid Trauberg Ogyesszában még gimnazistaként 1919-ben beiratkozott Konsztantyin Miklasevszkij színházi stúdiójába; 1920-ban színházi rendező-„laboráns” volt, de még ugyanazon évben Petrográdra ment. Ott ismerkedett meg Grigorij Kozincevvel, akivel együtt részt vett a forrongó, új technikákat és kifejező eszközöket kereső művészeti életben. Ebben az időben „verses színdarabokat írt, a színház felé törekedett, tele volt Eduard Bagrickijról szóló történetekkel, egyelőre pedig valamilyen Uprodpitokr nevű vállalatnál működött.”

### Munkássága 1945-ig
1921 decemberében Kozincevvel közzétették a hagyományos színház alapelveit elvető „Ekszcentrizmus” kiáltványukat, majd a következő évben Ekszcentrikus Színészek Üzeme (Fabrika Ekszcentricseszkovo aktyora, rövidítve: FEKSZ) néven színházi stúdiót szerveztek. 1924-től 1946-ig a Szevzapkino, majd az ebből alakított Lenfilm stúdió munkatársaként Kozincevvel közösen készítették – írták és rendezték – filmjeiket.

### 1945 után
A Kozincevvel közösen forgatott Egyszerű emberek (1945) hivatalos kritikája és betiltása után a két alkotó útjai elváltak. Leonyid Trauberg forgatókönyvet írt Herbert Rappoport rendező számára. Az Élet a citadellában (1947) August Jakobson észt író színművének filmváltozata, észtországi háborús történet 1944-ből (másik magyar címe: Professzor úr, válasszon!).
1949 elején a „kozmopolitizmus elleni kampány” részeként Leonyid Trauberget keményen megtámadták és elbocsátották a Lenfilm-től. Sztálin idejében nem is rendezett több filmet. Egy 1949. március 1-jei nyilatkozat szerint „A polgári kozmopoliták és esztétizáló formalisták csoportját a filmművészetben Leonyid Trauberg vezette... haladó szovjet rendezőnek álcázta magát, dicsőítette a reakciós amerikai filmművészetet ... ellenséges, hazafiatlan nézetei utolsó rendezői munkájában, a nagy orosz feltalálóról, Andrej Popovról szóló filmben is bukáshoz vezettek.” (Az említett Alekszandr Popov című életrajzi filmet Herbert Rappoport és Viktor Ejzsmont rendező irányításával a Lenfilm-nél újraforgatták és 1949 májusában mutatták be.)
A Sztálin halálát követő enyhültebb légkörben újra munkához láthatott, most már Moszkvában. Első önállóan rendezett filmjét még 1943-ban, az Alma-Atába kitelepített filmstúdióban készítette (A színésznő). Tizenöt év múltán tért vissza a rendezéshez. A Mentek a katonák három katona története, akik 1917-ben a frontról kalandos úton Petrográdra érkeznek, épp amikor Lenin bejelenti a békéről szóló dekrétumot. A Holt lelkek Gogol azonos című regénye színpadi változatának filmfeldolgozása a Moszkvai Művész Színház színészeinek előadásában. A Szabad szél című operettfilm után Trauberg végleg abbahagyta a rendezést.
A film számára ezután már csak néhány forgatókönyvet írt. A Megtalált élet Fjodor Gladkov orosz szovjet író önéletrajzi regényének feldolgozása, a 19. század végén egy asztrahányi halásztelepen játszódik. A Looping szintén történelmi film az egyik első orosz pilóta, az ogyesszai Szergej Utocskin életéről; forgatókönyve lényegében már 1940-ben kész volt, a film forgatását akkor Szemjon Tyimosenko és Borisz Babocskin irányításával, utóbbi főszereplésével el is kezdték, de a háború miatt abbahagyták. Az 1962-ben készített film a Dovzsenko Filmstúdió produkciója, főszereplője Oleg Sztrizsenov volt.
Leonyid Trauberg pedagógiai tevékenységét Leningrádban kezdte. 1926–1932 között a Leningrádi Színházművészeti Főiskolán, 1961–1965 között a moszkvai felsőfokú forgatókönyvírói és rendezői tanfolyamokon tanított.
Több állami díjat, kitüntetést kapott; 1988-ban egész életművéért Nyika-díjjal tüntették ki.

## Filmjei
Grigorij Kozincevvel közösen rendezett filmek és közösen írt forgatókönyvek: a Viborgi városrész-ig (bezárólag) és az Egyszerű emberek.
- 1924 – Oktyabrina kalandjai (Похождения Октябрины)
- 1925 – Miska Jugyenyics ellen (Мишки против Юденича)
- 1926 – Ördögkerék (Чёртово колесо)
- 1926 – A köpeny (Шинель)
- 1926 – Testvérke (Братишка)– (Bemutató: 1927. április)
- 1927 – Sz. V. D. / A Nagy Ügy Szövetsége – (С. В. Д. – Szojuz Velikovo Dela)
- 1929 – Új Babilon (Новый Вавилон)
- 1931 – Egyedül (Одна)
- 1934 – És felkel a Nap [Makszim ifjúsága] (Юность Максима) – (Bemutató: 1935. január)
- 1937 – Makszim visszatérése (Возвращение Максима)
- 1938 – Viborgi városrész (Выборгская сторона) – (Bemutató: 1939. február)
- 1943 – A színésznő (Актриса) – (Alma-Atában, a kitelepítés idején készült)
- 1945 – Egyszerű emberek (Простые люди) – (Bemutató: csak 1956)
- 1958 – Mentek a katonák (Шли солдаты) – (Forgatókönyvíró is. Bemutató: 1959. február)
- 1960 – Holt lelkek (Мёртвые души) – (Forgatókönyvíró is. A Gogol-regény színpadi változatának filmre vitele, a Moszkvai Művész Színház művészeinek előadásában)
- 1961 – Szabad szél (Вольный ветер) – (Andrej Tutiskinnal közösen. Iszaak Dunajevszkij operettjének filmváltozata)

### További forgatókönyvei
- 1947	– Élet a citadellában (Жизнь в цитадели) – (August Jakobson észt író azonos című színművéből. R. Herbert Rappoport)
- 1955	– Megtalált élet (Вольница) – (Fjodor Gladkov regénye alapján. R. Grigorij Rosal)
- 1962	– Vad hattyúk (Дикие лебеди) – (Animációs film)
- 1962	– Looping (В мёртвой петле) – (Szemjon Tyimosenkóval közösen)
- 1963	– A színésznő szerelme (Крепостная актриса) – (Ny. Sztrelnyikov és Je. Gerken operettjéből)
- 1966	– Két év a szakadék felett (Два года над пропастью) – (V. Drozdovval és A. Jevszejevvel közösen)
- 1981	– A narvai őrhely mögött történt (Это было за Нарвской заставой) – (Zenés vígjáték G. Szviridov operettjéből.)